# George Bankes
George Bankes (1er décembre 1787–5 juillet 1856) est le dernier des Barons curateur de l'Échiquier, le poste étant aboli par le ministère conservateur du comte de Derby en 1852. Sans aucune expérience juridique au barreau, il est le dernier avocat à être nommé au poste considéré comme un anachronisme médiéval.

## Jeunesse
Bankes est le troisième fils de Henry Bankes, député de Kingston Hall, Dorsetshire, qui représente Corfe Castle pendant près de cinquante ans, et de Frances, fille de William Woodley, gouverneur des îles sous le vent. Bankes est un descendant direct de Sir John Bankes, juge en chef des plaidoyers communs sous le règne de Charles Ier. Il fait ses études à la Westminster School et au Trinity Hall de Cambridge .

## Carrière
Bankes étudie d'abord le droit à Lincoln's Inn, puis à l'Inner Temple, et est admis au barreau par cette dernière société en 1815. L'année suivante, il entre au Parlement comme collègue de son père pour l'arrondissement familial de Corfe Castle, qu'il représente jusqu'en 1823. Il est réélu en 1826 et siège jusqu'en 1832, date à laquelle le bourg familial est uni à celui de Wareham.

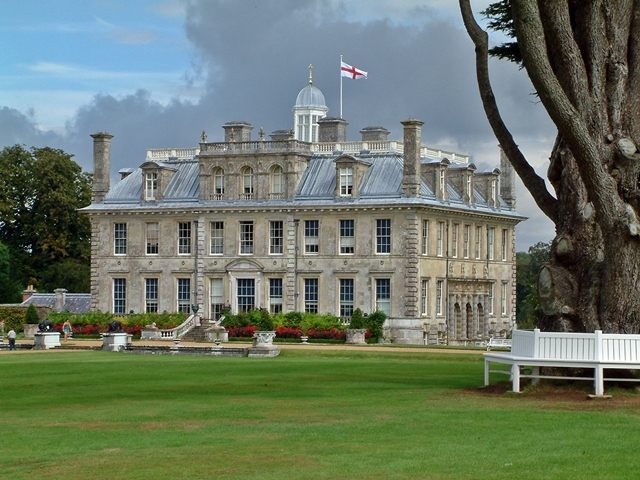
Kingston Lacy House - le siège de la famille Bankes

Il ne semble pas avoir obtenu de succès professionnel remarquable, mais en raison, vraisemblablement, de son influence familiale, il est nommé commissaire aux faillites en 1822 et baron curateur en 1824. En 1829, sous l'administration Wellington, il devient secrétaire en chef du Board of Control et, l'année suivante, Lords du Trésor, et l'un des commissaires aux affaires de l'Inde.
En 1831, alors qu'il retourne à Purbeck dans une voiture ouverte pour les élections du comté de Dorset en compagnie de Lord Encombe, il est lapidé à Wareham par une foule d'une centaine d'hommes. Bien qu'il n'y ait aucun blessé, il est déclaré qu'Encombe aurait pu mourir si un parapluie n'avait pas détourné l'une des pierres de sa tête . Aux élections générales de 1841, Bankes est réélu pour le comté de Dorset, pour lequel il continue à siéger jusqu'à sa mort. Conservateur, il s'oppose vigoureusement aux réformes commerciales de Robert Peel. Pendant la brève administration du comte de Derby en 1852, Bankes occupe le poste de juge-avocat général et est admis au conseil privé.
À la mort de son frère aîné, William John Bankes, en 1855, il hérite du domaine familial de Kingston Lacy, mais meurt lui-même l'année suivante à sa résidence à Old Palace Yard, Westminster. Il laisse trois fils et cinq filles par son épouse Georgina Charlotte, fille unique de l'amiral Charles Edmund Nugent. Kingston Lacy passe à son fils aîné, Edmund George Bankes.

## Ouvrages
Bankes est l'auteur de The Story of Corfe Castle et de beaucoup de ceux qui y ont vécu, et de Brave Dame Mary, une œuvre de fiction inspirée de la vie de Mary Bankes.